# Ťien-li
Městský okres Ťien-li (čínsky v českém přepisu Ťien-li š’, pchin-jinem Jiānlì Shì, znaky zjednodušené 监利市, tradiční 監利市) je městský okres v Čínské lidové republice. Nachází na severním břehu Jang-c’-ťiang a na jižním okraji městské prefektury Ťing-čou, která sama leží na jižním okraji provincie Chu-pej. Na jihu sousedí s prefekturou Jüe-jang v provincii Chu-nan, do které z něj také vede přes Jang-c’-ťiang zhruba 5,5 kilometru dlouhý zavěšený most Ťing-jüe.
Ťien-li má rozlohu 3 125 čtverečních kilometrů a žije v něm více než milion obyvatel. Jeho správním střediskem je obec Žung-čcheng. Městským okresem je od roku 2020, předtím byl okresem.

## Dějiny

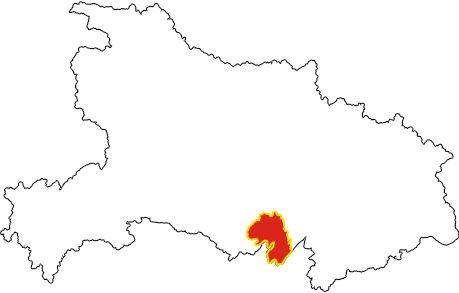
Ťien-li na mapě provincie Chu-pej

Poblíž Ťien-li došlo v červnu 2015 jednomu z nejhorších lodních neštěstí v dějinách Čínské lidové republiky, když se zde potopila výletní loď Tung-fang č’-sing a zemřelo přibližně čtyři sta lidí.